# Xufa

Seqüència d'imatges mostrant el cultiu de la xufa.

La xufa o xufla (Cyperus esculentus) és el tubercle de la xufera o xuflera, una planta vivaç de la família Cyperaceae, de la qual s'obté l'orxata de xufa a partir dels seus tubercles de naturalesa dolça.

## Descripció
És una planta herbàcia de 15 a 60 cm d’alçada, glabra (llisa, sense vellositats) i generalment d’un color verd clar. Està classificada com un geòfit rizomatós; per tant, és una planta amb estructures subterrànies resistents gràcies a les quals sobreviu les estacions desfavorables mantenint-se sota terra, i presenta una tija subterrània anomenada rizoma. A més, forma d’individus genèticament complexos idèntics gràcies a les connexions que forma amb estolons. En climes temperats, normalment germina a finals d’estiu i es panseix a principis d’hivern.
Els tubercles (la xufa pròpiament) tenen una forma ovoide o el·líptica. Presenta dues varietats: var. esculentum (silvestre) amb tubercles petits (no més de 15 mm de diàmetre) i amargants i var. sativus (cultivada) amb tubercles més grossos (màxim 25 mm de diàmetre) i dolços. L’interior de la xufa és de color crema en tots els seus estadis. L’exterior en fases primerenques té una coloració blanquinosa i vermellosa, i amb el temps obté tons marrons i grisos i forma estries transversals.
Les fulles es troben a la meitat inferior de la tija aèria, ordenades en espiral, i no presenten lígula. Mesuren entre 15 i 55 cm de llargada i entre 0,2 i 1 cm d’amplada. Presenta flors bisexuals d’inflorescència composta (panícula), concretament es tracta d’una antela.
La xufa de València té denominació d'origen protegida des del 1995.
Es pot diferenciar la xufa cultivada al País Valencià de la cultivada a Àfrica pels lípids trobats a la superfície de la membrana de les xufes a causa de la diferència d'estrès hídric i tèrmic que experimenta la planta.

## Hàbitat
Probablement és originària de la zona mediterrània i del sud-est asiàtic; actualment es troba majorment distribuïda al voltant d'Europa. És una espècie que creix en climes humits i tropicals fins a climes temperats. Per exemple en Europa creix a zones on no hi ha gelades severes. També es troba limitada per zones amb sequeres. És una planta que requereix molta llum i prospera en terres rics en nutrients.

## Composició nutritiva
La composició nutricional de la xufa té alguns trets característics únics. El seu contingut de midó és molt similar al de la mandioca (també anomenada iuca) mentre que els continguts de lípids i de fibra són similars als de les ametlles i els festucs. El valor energètic de la xufa es troba al voltant de 400-413,8 kcal per cada 100 grams.
El component principal en són els carbohidrats, amb un contingut de 43,3g per cada 100 grams de xufa. Té un 29,9% de contingut de midó en pes fresc, aproximadament el doble que la patata. Pel que fa a la fibra alimentària, en té 8,81g per cada 100g, i es tracta de fibra insoluble en un 99%. En general, aquest valor és molt més elevat que el de la majoria de tubercles (que contenen al voltant de 0,66-2,55g/100g de xufa), i és més similar a valors de fibra en fruits secs. El seu contingut de sacarosa (13,03g/100g) és també molt més elevat que el de la resta de tubercles, que no supera els 4,77g/100g.
En pes sec, la xufa conté un 22-45% de greixos, depenent del seu origen. D’aquests greixos, un 65,9% són triacilglicerols, mentre que un 6% són glicolípids i un 2% fosfolípids. La composició d’àcids grassos d’aquests lípids és similar a la d'altres olis vegetals: la majoria són àcids grassos monoinsaturats. Hi ha un 56-85% d'àcid oleic, un 10-20% d’àcid palmític, un 8-12% d’àcid linoleic i un 0,3-5,3% d’àcid esteàric. La composició d’àcids grassos monoinsaturats de la xufa és semblant a la de l'oli d’oliva. En canvi, el tubercle conté uns esterols diferents que els components trobats a l'oli d’oliva.
El contingut de proteïnes de la xufa (5,04-6,67% en pes fresc) és superior al trobat en altres tubercles, però és inferior que en els fruits secs. Per exemple, el contingut proteic dels moniatos és de menys de l’1%, però els cacauets en tenen un 25,8% , i els pinyons un 13,7%. Pel que fa als aminoàcids, hi trobem (en ordre decreixent) àcid aspàrtic, àcid glutàmic, leucina, alanina i arginina.
A més, conté altes proporcions de calci i de fòsfor, i en nivells més baixos també conté magnesi, manganès, ferro, zinc i coure. S’ha estudiat també que hi ha components fenòlics i antinutrients a la xufa, però que si se submergeixen en aigua els nivells d’aquestes substàncies disminueixen significativament, i més ràpidament si l’aigua és calenta. No obstant, s’ha estudiat que antinutrients com els tanins, polifenols i fitats es troben en la xufa en concentracions unes cent vegades més petites que en els pèsols o altres tubercles.

## Cultiu

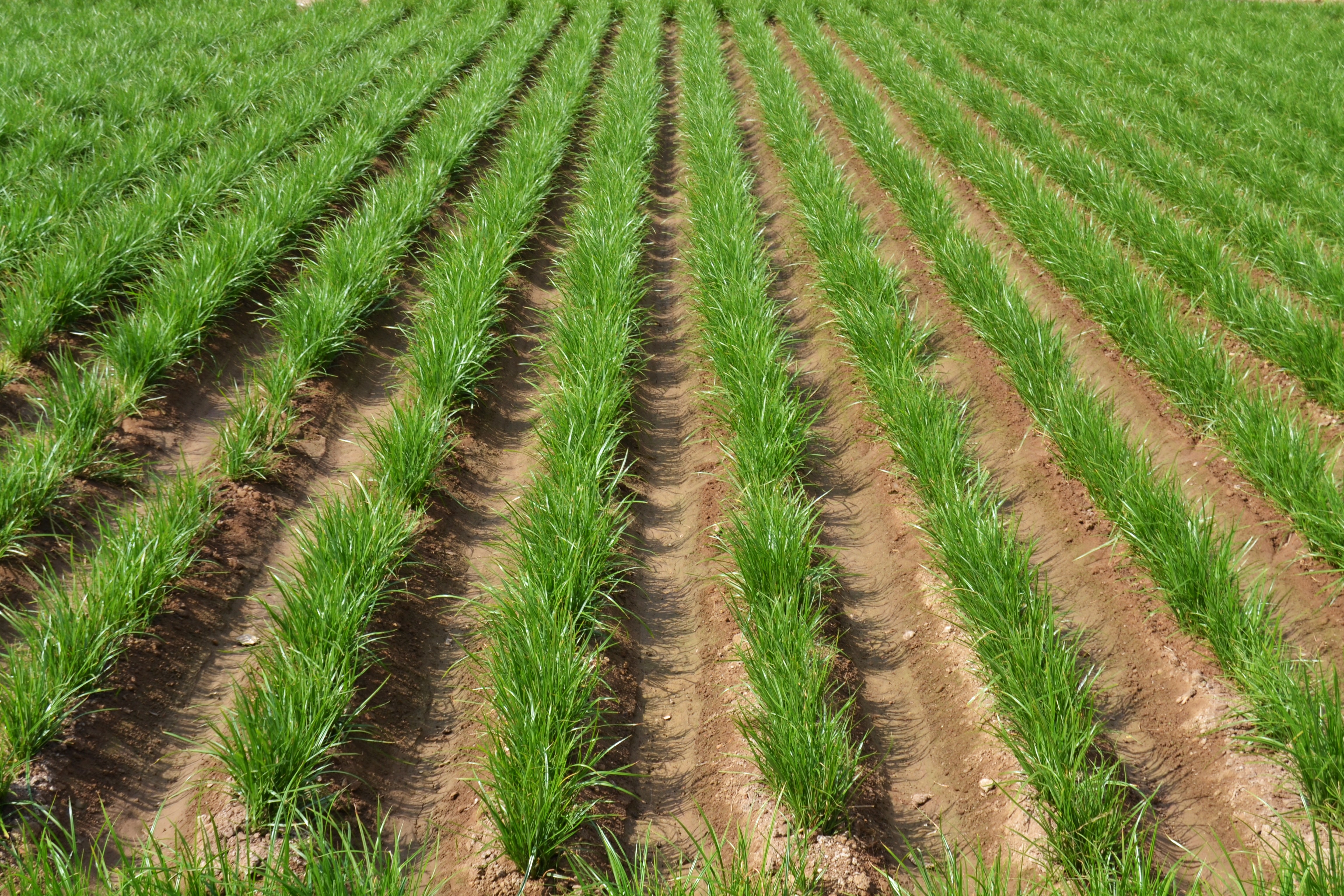
Camp de xufa a la partida de Vera, València.

El conreu de la xufa es realitza des de fa mils d'anys; de fet, ja es coneixia des de l'Antic Egipte. A més, a l'Antiga Grècia, el filòsof i botànic Teofrast afirmava que els egipcis menjaven aquests tubercles com a postres. És típic de l'Horta de València (introduït pels àrabs). Per al conreu necessita terrenys solts (sorrencs), ja que així els tubercles queden arrodonits, i requereix una calor com la de l'estiu mediterrani com a mínim per a créixer en bones condicions.
S'ha vist que la reiteració dels cultius en la mateixa terra provoca una disminució del rendiment de la xufa. És per això que a l'Horta de València es cultiva comunament dins una rotació de cultius, alternant amb els cultius de patates, ceba primerenca, carxofa.
Es fa a solcs separats uns 50 cm. Degut al tamisatge que pateixen els sòls, gairebé no hi ha pedres, cosa que fa molt més fàcil la recol·lecció dels tubercles. Tradicionalment es planten a la primera quinzena de maig però també es pot fer a l'abril. La producció és d'uns 160 kg de tubercles per hectàrea. Antigament es feia una plantació manual, però actualment està mecanitzada. És un conreu que habitualment no s'adoba, ja que no creix òptimament si té massa nitrogen.

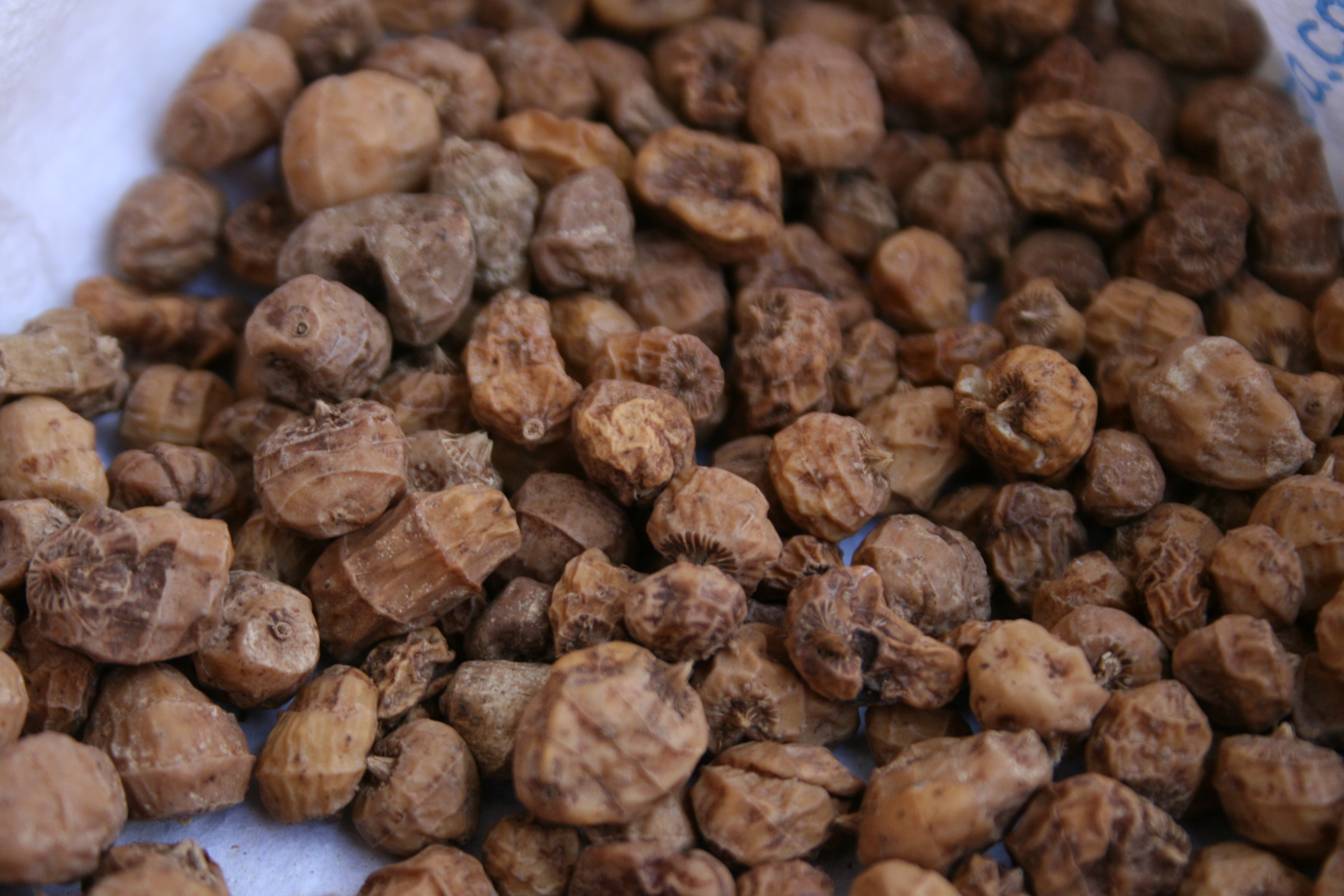
Xufes

Anteriorment, la plantació es feia al mes de juny, però es va avançar al mes de maig. Avui dia es fa a principis de l'abril. Això és degut al fet que els tubercles necessiten calor per poder germinar (12°C graus com a mínim). Amb aquest avançament de la collita es pot aconseguir un major rendiment.
Els regs són essencials ja que aquesta planta té uns requeriments hídrics força elevats. Per això, el primer reg es fa quan la xufa aconsegueix la mida d'entre uns 15-20 cm, més o menys un mes després d'haver fet la plantació. Els regs es fan per solcs, de manera que l'aigua es posa en el cap d'aquests i, per gravetat, avança fins l'extrem que es troba més avall. En aquest mètode, el subministrament de l'aigua es talla lleugerament abans d'arribar al final del solc.
Finalment, la recol·lecció de la xufa se sol fer entre mitjans de novembre i desembre. És important tenir en compte les pluges, perquè poden endarrerir aquest procés fins al gener. Per fer-ho, es fa ús d'una màquina que és una recollidora cribadora, arrossegada per un tractor.

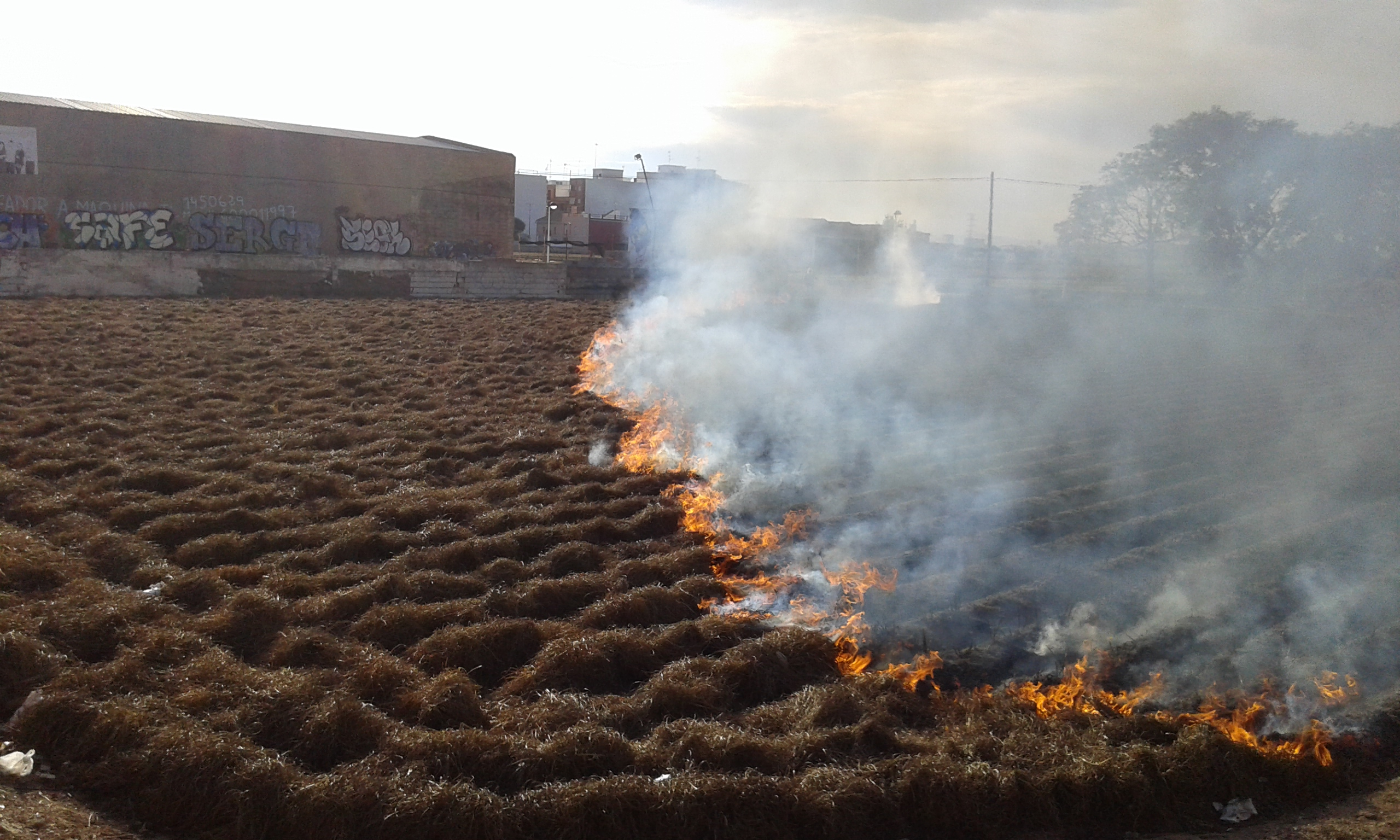
Cremant la palla a Alboraia

En la post-collita cal dur a terme un rentat per treure'n la terra i fer un posterior assecat, ja que en el moment de la collita el tubercle té un 22% d'humitat i ha d'arribar-ne al 7%. El rendiment de la collita es troba entre els 10.000 i els 18.000 kg/ha. En els seus estadis inicials, competeix malament amb males herbes com les dels gèneres Portulaca, Raphanus o Cladium.
Les malalties que afecten la xuflera són fongs dels gèneres Fusarium i Rhizoctonia i, sobretot, lepidòpters barrinadors tortrícids com Bactra lanceolata i Bactra furfurana.
Els punts de conreu principals d'avui en dia en són la província de València, Burkina Faso i el Níger.

## Usos

### Usos alimentaris
Es pot consumir crua, torrada i el seu suc s'ha utilitzat per a fer begudes. També se'n fa farina de xufa, oli de xufa, i s'utilitza per elaborar productes sense gluten, entre d'altres usos. Si s'assequen, en mullar-les durant quatre hores en aigua es tornen toves i saboroses. Per les seves característiques nutricionals és considerada un superaliment.

#### Orxata de xufa

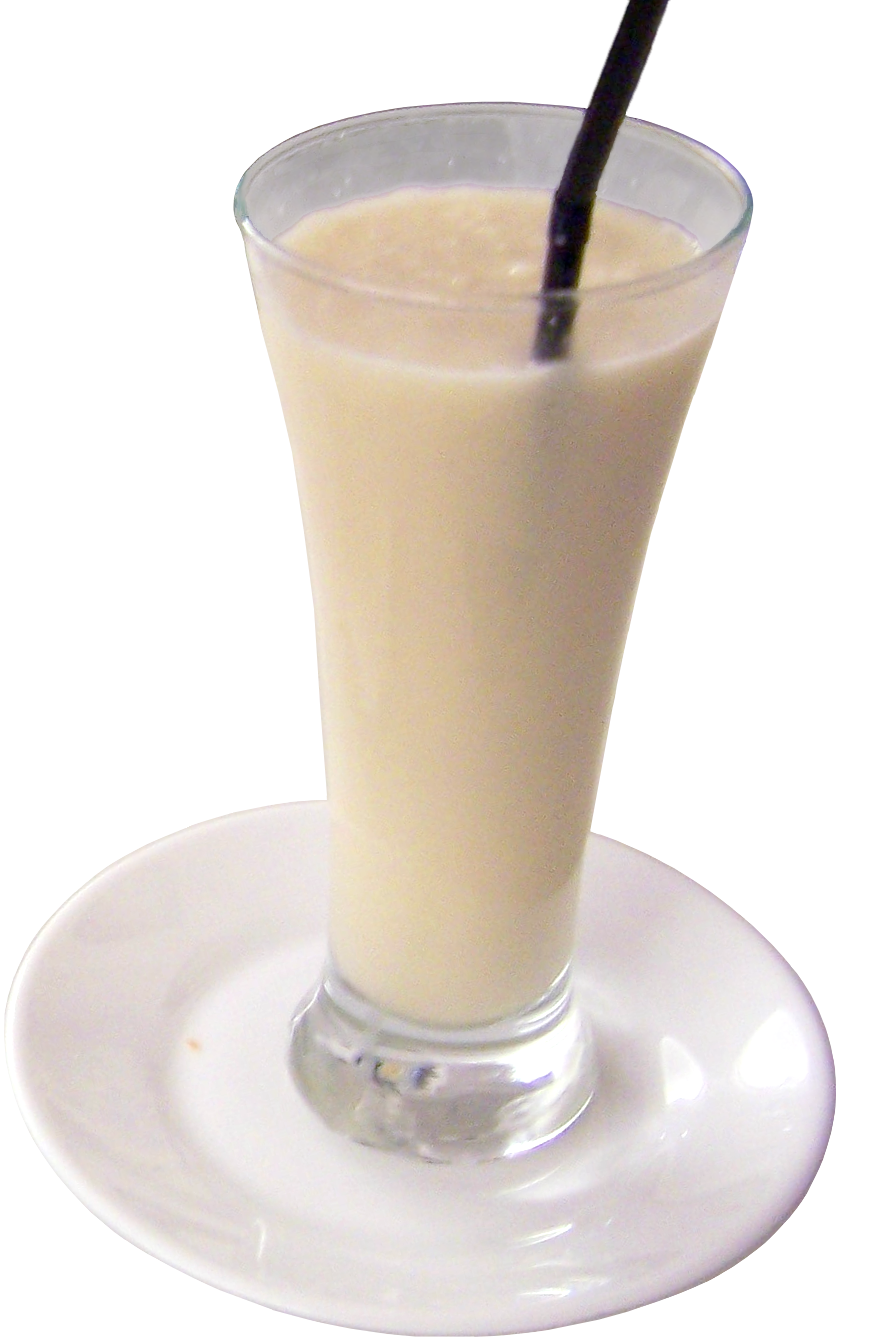
Got d'orxata de xufa

L'ús principal i més conegut de les xufes és l'elaboració d'una beguda tradicional a Espanya, sobretot al País Valencià, anomenada orxata de xufa. Aquesta beguda es produeix a partir de xufes, aigua i sucre. Pel que fa a les seves qualitats, és rica en carbohidrats i nivells moderats de greixos i proteïnes. Presenta nivells elevats d'àcid oleic i linoleic i una gran quantitat d'aminoàcids i minerals. En addició a això, s'ha comprovat que pot ajudar a prevenir atacs de cor i trombosi, millorant la circulació de la sang i reduir també el risc de patir càncer de còlon. A més de comercialitzar-se a Espanya, també es comercialitza a altres països com Mèxic, Panamà, República Dominicana, Estats Units d'Amèrica i al sud de França.

#### Oli de xufa
Des del punt comercial, el fruit produeix molt oli i aquest oli és d’una qualitat alta, fins i tot comparable a l'oli d’oliva, i té potencial de ser produït en massa industrialment. Analitzant el seu contingut d'àcids grassos, veiem que la seva composició és molt similar a la de l'oli d'oliva. La proporció d'àcids grassos saturats de l'oli de xufa és generalment més alta que en l'oli d'oliva, igual que en el cas dels àcids grassos poliinsaturats. En canvi, els seus nivells d'àcids grassos monoinsaturats són més baixos. Actualment, la producció d’oli comestible de xufa produït amb pressió en fred és molt prevalent.
L’ús de l'oli de xufa remunta a l'època dels Egipcis i més tard als romans, on ja s’utilitzava per tractaments facials o del cabell o per les seves propietats curatives. Aquest oli aporta una quantitat considerable de beneficis. El podem trobar en productes com cremes antiedat, hidratants, sèrums i bàlsams labials.

#### Pasta de xufa
Es pot elaborar pasta amb xufa, fent una barreja juntament amb farina de blat. Tot i així, com la xufa no conté gluten, el contingut de gluten d’aquesta pasta és baix i s’ha d’afegir goma xantana per reforçar-ne la fermesa. El resultat és una pasta que un cop cuinada, té bona fermesa, elasticitat i color.

#### Productes sense gluten
Es poden elaborar productes sense gluten a partir de les xufes com per exemple pa. En aquest cas, la farina de xufa es pot utilitzar com a emulgent o com a mantega vegetal quan es combina amb farina de cigrons. A més, es pot utilitzar la seva farina en l'elaboració d'altres productes sense gluten com galetes, millorant així el seu aspecte i altres característiques com la duresa i la forma.

### Altres usos
La xufa pot tenir aplicacions al camp farmacèutic en diversos àmbits. Entre aquestes trobem: activitat protectora en el fetge, potencial afrodisíac (millora en nivells d’hormones reproductives masculines i paràmetres relacionats amb el semen), efecte antioxidant, acció antimicrobiana (estudiat contra Salmonella typhi i Escherichia coli), també s’han pogut observar efectes contra arterioesclerosi, finalment, quant a efectes interessants en l'àmbit farmacèutic s’ha observat una acció antiinflamatòria.

#### Biodièsel
Atès que els tubercles de C. esculentus contenen entre un 20 i un 36% d'oli, s'ha vist que és un bon candidat com a cultiu per a la producció de biodièsel. Un estudi on es va comparar la producció de diversos olis per a la posterior producció de biodièsel va demostrar que la xufa és capaç de produir 1,5 tones mètriques d'oli per hectàrea. El rendiment de l'oli de xufa té un valor de 5,67 t/ha, que és un rendiment molt major comparant-lo amb la resta d'olis d'altres cultius.
La característica de la xufa que la destaca respecte a la resta de candidats estudiats (com l'oli colza o de palma) és la presència d'èsters de metil, que són un dels requisits estàndard per a la producció de biocarburants. D'altra banda, aquests èsters de metil tenen poca estabilitat oxidativa i un punt d'obstrucció del filtre fred que és massa alt. Per aquesta raó, la xufa és un potencial candidat per a la producció de biodièsel, tot i que s'haurien d'afegir antioxidants i depressors per a optimitzar les propietats d'aquest tubercle.

#### Esquer de pesca
Un altre ús que té la xufa en zones com la Gran Bretanya i Espanya és com a esquer per a la pesca de carpes. Els tubercles s'han de tractar per a evitar efectes adversos en els peixos. Aquest tractament previ es basa a posar les xufes en remull durant 24 hores i després s'han de bullir durant mínim 20 minuts fins que els tubercles estiguin completament preparats. Alguns pescadors ho deixen fermentar durant 24-48 hores per augmentar la seva productivitat. Les xufes sense el tractament previ poden ser tòxiques, arribant a causar la mort de les carpes. Les carpes se senten molt atretes per les xufes a causa del seu alt contingut en sucres que deixa l'esquer amb una textura de gel viscós. Aquest tipus d'esquer està molt estès en diferents zones i és utilitzat durant qualsevol època de l'any.

## Fitopatologia
Avui dia, el cultiu de la xufa té bastant rellevància, degut en bona part a l'obtenció de tubercles comestibles a partir de la planta.
No obstant això, aquests cultius es poden veure afectats per diferents malalties que afecten directament la planta com per exemple, la que és causada pel virus del mosaic del tabac i nanisme. Tots aquests factors es manifesten mitjançant l'aparició de símptomes com l'engroguiment de les fulles i una disminució dràstica de la producció de tubercles. Aquests posen en risc el cultiu eficient de la xufa. Per poder remeiar totes aquestes malalties és de vital importància determinar l'agent etiològic. Això es pot dur a terme mitjançant una tècnica que es diu High Throughout Sequencing (Seqüenciació d'Alt Rendiment) a partir de l'RNA viral causant de la malaltia. Aquesta tècnica permet identificar nous virus. Tot i això, les tècniques més fiables seran les basades en la transcripció inversa i l'amplificació del DNA com, per exemple, la qPCR, mitjançant l'ús de sondes específiques (TaqMan) o d'agents intercalants de DNA (SYBR Green).
Tanmateix, no només els virus afecten la xufa, sinó que també poden patir malalties causades per fongs com per exemple, Rosellinia necatrix. Aquest fong principalment causa la putrefacció dels tubercles, cosa que afecta directament en la producció del cultiu. Quan aquest fong es troba present en la planta, es manifesta mitjançant la formació de micelis blancs que es van tornant negres de manera progressiva, provocant la putrefacció del tubercle. A més de la part subterrània, aquest fong pot afectar també a la part aèria, mostrant símptomes de descomposició.
Com s'ha dit en apartats anteriors, la xufa es cultiva principalment en València. Tot i això, fa uns anys es va veure que en alguns tubercles d'aquest tipus de planta van aparèixer taques negres. Almenys un 10% van presentar aquestes taques. Encara no se sap l'agent causant, però es van poder observar símptomes negatius que van afectar en la taxa de germinació, el seu rendiment i la mida dels tubercles. Per poder erradicar aquesta malaltia, es va fer un tractament aplicant calor i un altre tractament químic, pel qual es va utilitzar: hipoclorit de sodi, àcid clorhídric, fosfat trisòdic i trioxistrobina. Això va ajudar a disminuir la taxa d'afectació, però no va aconseguir erradicar la malaltia de tots els tubercles infectats.

## Perill alimentari
Segons l'Agència Catalana de Seguretat Alimentària: «Els perills biològics són els associats a la presència, la incorporació, la supervivència o la proliferació en l’aliment d’organismes vius».
Per tal de veure quins són els perills biològics de la xufa ens basem en un estudi realitzat a Ghana, on es consumeix la xufa de forma habitual pel seu valor nutricional i propietats afrodisíaques. S’han pogut observar contaminacions en els productes venuts a mercats. Aquests poden representar un perill a nivell sanitari pels consumidors.
En l’estudi es va reportar la presència de diversos paràsits i 5 aïllats bacterians que són: Klebsiella oxytoca, Enterobacter cloacae, Enterobacter spp, Proteus vulgaris i Staphylococcus spp. Aquests es creuen que estan força relacionats amb malalties gastrointestinals a l'hora de consumir menjar contaminat.
La contaminació del producte no es pot atribuir a un únic factor, trobem diverses raons que podrien haver causat la presència d’aquests microorganismes, entre aquestes:
- Contacte directe del tubercle amb el terra de cultiu (alguns dels microorganismes es poden trobar directament a la zona plantada)
- Mal tractament higiènic (Neteja no prou estricta)
- Utilització d’aigua contaminada per la irrigació. Aquesta última es deu al fet que es van detectar microorganismes indicadors de contaminació fecal (Proteus vulgaris).
- Com a combinació dels dos factors anteriors, la neteja que s’ha fet pot haver sigut correcta, però si l’aigua està contaminada disminueix l’eficàcia d’aquesta.
- Urbanització (Una major demanda obliga els venedors a fer els procediments de forma més ràpida i amb menys cura, creant una major oportunitat per la contaminació de la xufa).

Prenent els resultats de l’estudi com a exemple, podem concloure que la xufa és sensible a males pràctiques higièniques. Per tant, és molt important seguir els criteris microbiològics per tal d’evitar generar un perill a l’hora de consumir-la.

### Malalties associades
Una mala manipulació de la xufa pot implicar un perill pel que fa al seu consum i, per tant, un perill per a l'ésser humà. Els diferents microorganismes poden causar diverses malalties en funció del patogen i de la via d'infecció. Pel que fa als microorganismes presents en la xufa trobem:
- Klebsiella oxytoca: És un patogen oportunista que pertany a la família Enterobacteriaceae, en conseqüència, és un bacteri que podem en persones sanes i que aquestes no presentin cap classe de símptoma. Es tracta d'un patogen molt característic en casos de colitis hemorràgica associada a antibiòtics. Aquesta síndrome es caracteritza per a l'aparició de símptomes com diarrea i dolors abdominals pocs dies després d'una teràpia amb antibiòtics i/o antiinflamatoris.[46] És un bacteri principalment nosocomial i el podem trobar en la microbiota de l'1,6% de la població sana.[47] Són patògens problemàtics a causa de la producció de citotoxines i les diverses resistències a diferents antibiòtics, destacant la resistència a l'ampicil·lina, cefalotina, amoxicil·lina i al trimetoprim.[19]
- Enterobacter spp (incloent-hi Enterobacter cloacae): També es tracta d'un enterobacteri que pot viure en una gran multitud d'hàbitats, no només en mostres fecals d'humans i animals, sinó que també el trobem en l'aigua, plantes i aliments com la xufa. Enterobacter cloacae també es tracta d'un patogen oportunista, per tant, l'ésser humà només està en risc quan aquest té el sistema immunitari debilitat (a causa de malalties anteriors o intervencions quirúrgiques).[48] És un patogen que pot causar infeccions del tracte respiratori, infeccions en ferides quirúrgiques i infeccions en el tracte urinari i torrent sanguini, causant així una bactirèmia.[49]
- Proteus vulgaris: Aquest microorganisme també forma part de la família Enterobacteriaceae i en la majoria dels casos el podem trobar en la microbiota d'individus sans sense que causi cap patologia. Tanmateix, és una espècie que sota certes condicions i estímuls com una disbiosi pot tenir un potencial paper com a patogen intestinal. Les afeccions gastrointestinals directament relacionades amb aquest microorganisme són principalment gastroenteritis (espontània i per transmissió alimentària), apendicitis, infeccions nosocomials i, fins i tot, malaltia de Crohn.[50] D'altra banda, també s'ha vist que altres espècies de pròteus també estan involucrades en la causa de disbiosi en pacients amb colitis ulcerosa implicant una disminució dels processos d'absorció en la mucosa de l'intestí prim.[51]
- Staphylococcus spp.: Una gran quantitat de casos d'intoxicació alimentària són causats per espècies de Staphylococcus pel fet que són productors d'enterotoxines. Això és causat per la ubiqüitat d'aquestes espècies, ja que els trobem generalment en la pell i mucoses d'humans i animals, això implica que una part de la població són portadors asimptomàtics i la majoria de les contaminacions ocorren durant les etapes de manipulació dels aliments.[52] Les enterotoxines produïdes per estafilococs patogens són les causants de molts brots de malalties de transmissió alimentària degut, principalment, a la seva resistència a la temperatura. Aquest tipus de malalties es basen en símptomes gastrointestinals, però també pot arribar a presentar trastorns en altres òrgans com els ronyons, fetge i sistema nerviós entre d'altres.[53]

Per tant, veiem que la majoria dels microorganismes que trobem presents en la xufa són oportunistes i, per tant, no causen malalties en persones sanes excepte si l'individu pateix alguna alteració en la seva microbiota intestinal o sistema immunitari.

### Resistència a antibiòtics
En l’estudi també es menciona que dels 5 aïllats bacterians, Staphylococcus spp, K. oxytoca i P. vulgaris, tots tenien resistència a tetraciclina. A més, tant K. oxytoca i P. vulgaris junt amb Enterobacter spp eren resistents a l’ampicil·lina. P. vuglaris per si sola va presentar resistència a diversos antibiòtics d’us regular al mercat Ghanès, factor que podria explicar el desenvolupament de les diverses resistències observades.
Per tant, el fet de trobar microorganismes resistents en els aliments que han sigut contaminats per situacions de poca higiene només promou un major abús d’antibiòtics que anirà retroalimentant-se. Per tant, és urgent la cerca de nous mètodes per lluitar les infeccions bacterianes.
Tot i això, es va veure que els aïllats tenien tots sensibilitat a tot un seguit d’antibiòtics, cosa que dona al personal sanitari de la zona capacitat de lluitar contra aquestes infeccions.